# Erik Meijs
Erik Meijs (* 20. April 1991 in Zoetermeer; † 16. November 2017 in Duisburg, Deutschland) war ein niederländischer Badmintonspieler.

## Karriere
Erik Meijs wurde 2010 niederländischer Juniorenmeister im Herreneinzel. Ein Jahr später gewann er bei den Erwachsenen Bronze in der gleichen Disziplin. 2013 wiederholte er diese Platzierung. Auf internationaler Ebene startete er unter anderem bei den Belgian International 2009, den Korea International 2009, den Swedish International Stockholm 2010, den Portugal International 2010, den Slovenia International 2010, den Hungarian International 2010, den Italian International 2010, den Estonian International 2011, den Austrian International 2011, den German Open 2011, den Croatian International 2012, den Austrian International 2012, den Estonian International 2012, den Denmark International 2012 und den Swedish International Stockholm 2012. 2013 war er bei den German Open am Start. Erik Meijs wurde 2016 Niederländischer Meister im Herreneinzel.
Am 16. November 2017 wurde er in seinem Pkw auf der Bundesautobahn 3 nahe Ratingen Opfer eines Lkw-Auffahrunfalls und erlag in der Berufsgenossenschaftlichen Unfallklinik Duisburg seinen schweren Verletzungen.